# Sainte-Austreberthe (Paso de Calais)
Sainte-Austreberthe era una comuna francesa que estaba situada en el departamento de Paso de Calais, de la región de Alta Francia, que el 1 de enero de 2025 pasó a formar parte de la comuna nueva de Hesdin-la-Forêt como comuna delegada.

## Demografía
| Gráfica de evolución demográfica de Sainte-Austreberthe entre 1800 y 2022 |
|                                                                           |

Los datos demográficos contemplados en este gráfico de la comuna de Sainte-Austreberthe se han cogido de 1800 a 1999 de la página francesa EHESS/Cassini, y los demás datos de la página del INSEE.